# Jean-Marie Lebel
Jean-Marie Lebel est un historien, enseignant, écrivain et conférencier québécois, spécialisé dans l'histoire de la ville de Québec. 

## Carrière
Parmi les historiens qui se sont attachés jusqu'ici à faire connaître le passé de la ville de Québec, Jean-Marie Lebel est l'un des plus connus. Plus de 40 ans de recherche dans les archives ont fait de cet historien l'un des spécialistes de l'histoire de cette ville.
Né le 31 mai 1956, Jean-Marie Lebel habite Québec depuis 1976. Il obtient une maîtrise en histoire de l’Université Laval, puis enseigne à l'université. Depuis 1998, il est chargé de cours et enseignant à l’Université du troisième âge de l’Université Laval.
Il a agi à titre d'historien officiel pour de nombreuses institutions et lors de plusieurs commémorations. Il a ainsi écrit, seul ou en collaboration avec d'autres historiens et chercheurs, des ouvrages qui soulignent le 350e anniversaire de la paroisse Notre-Dame de Québec, le centenaire d’Expo Québec, le 150e anniversaire de l’Institut canadien de Québec et les célébrations des 150 ans du magasin Laliberté fondé en 1867, l'année de la Confédération canadienne,.
Conférencier et écrivain, il a partagé son savoir avec divers publics à travers plus de 200 conférences prononcées à ce jour et plus de 400 chroniques et articles publiés dans divers médias dont la revue Cap-aux-Diamants et  le magazine Prestige. Membre du conseil d’administration de la Société historique de Québec depuis l'an 2000, il en est le vice-président de 2013 à 2023.
Jean-Marie Lebel fait revivre in situ personnages et évènements qui ont marqué l'histoire de la vieille capitale. Arpentant les rues du Vieux-Québec, la narration de cet historien et conteur a redonné vie ainsi par exemple à Philippe Aubert de Gaspé et François-Xavier Garneau au cours de l'été 2019,.
Parmi ses autres occupations, il est consultant pour la validation du contenu historique du site "Place Royale d'aujourd'hui à hier", un site web produit par le Musée de la civilisation en partenariat avec divers organismes, permettant d'explorer virtuellement ce lieu du périmètre historique de la ville qui a valu au Vieux-Québec d'être inscrit, en 1985, au patrimoine mondial de l'UNESCO.
En 2018, sur la recommandation de la Commission franco-québécoise sur les lieux de mémoire communs et de la Société historique de Québec, il est honoré par la Société des Dix «...pour sa contribution remarquable dans le domaine de l’histoire du Québec ou de l’Amérique française...» par le prix des Dix qui lui est décerné.

## Prix et distinctions
- Médaille de la Ville de Sainte-Foy (2001)[10]
- Médaille du 400e anniversaire de Québec (2008)[10]
- Médaille de l’Assemblée nationale du Québec (2016)[4]
- Prix des Dix (2018)[10]
- Médaille d’argent du lieutenant-gouverneur pour les aînés (2023)[11]

## Publications
- Yves Beauregard, Jean-Marie Lebel et Jacques Saint-Pierre, La capitale, lieu du pouvoir, 1997
- Jean-Marie-Lebel, Le Vieux-Québec : guide du promeneur, Éd. Septentrion, 1997
- Jean-Marie Lebel, Québec 1900-2000, Éd. Mutilmonde, 2000
- Jean-Marie-Lebel, Michel Lessard et Christian  Fortin, Sainte-Foy, l’art de vivre en banlieue au Québec, 2001
- Jean-Marie Lebel, Brigitte Ostiguy, Donald Dion, Québec, trésor d'Amérique, Éd. Du Chien rouge, 2001
- Yves Beauregard, Jacques Saint-Pierre , Nadine Girardville , Jean-Marie Lebel, Québec : Un siècle de souvenirs en cartes postales, Éd. Anne Sigier, 2007
- Jean-Marie Lebel, Québec 1608-2008 : Les chroniques de la capitale, Québec, Les Presses de l'Université Laval, 2008, non paginé (présentation en ligne)
- Jean-Marie Lebel, L'Expo : plaisirs et découvertes à Québec, Éd. Les Publications du Québec, 2011
- Jean-Marie Lebel, Denyse Légaré, Jean-Claude Filteau, Notre-Dame de Québec : 1664-2014, Éd. Septentrion, 2014
- Jean-Marie-Lebel, Geneviève Désy, Le Vieux-Québec : guide du promeneur, 2015 (édition revue et augmentée)
- Jean-Marie Lebel, Daniel Abel, La Paroisse Notre-Dame de Québec : Ses curés et leurs époques, Éd. Septentrion, 2015